# 道の駅みなとま〜れ寿都
道の駅みなとま〜れ寿都（みちのえき みなとま〜れすっつ）は、北海道寿都郡寿都町にある北海道道9号寿都黒松内線の道の駅である。

## 歴史
- 2008年（平成20年）4月26日 - 開駅。

## 主な施設
- 駐車場
  - 普通車：36台
  - 大型車：2台
  - 身障者用 : 1台
- トイレ（いずれも24時間利用可能）
  - 男：大 3器、小 5器
  - 女：5器
  - 身障者用：2器
- 公衆電話：1台
- 観光案内所
- 多目的スペース
- 加工実習室
- 物産コーナー
- 広場

## 休館日
- 毎月第1月曜日（祝日の場合は、翌日）
- 年末年始

## アクセス
直接連絡
- 北海道道9号寿都黒松内線

間接連絡
- 国道229号
- 北海道道272号寿都停車場線

## 周辺
- 弁慶岬